# Strongylaspis sericans
Strongylaspis sericans là một loài bọ cánh cứng trong họ Cerambycidae.